# Nils Liedholm
Nils Erik Liedholm (Valdemarsvik, 8 de outubro de 1922 – Cuccaro Monferrato, 5 de novembro de 2007) foi um futebolista sueco que atuava como meia-atacante.
Consagrou-se jogando e treinando o Milan, além de ter comandado a Roma em quatro passagens que somaram doze temporadas.

## Carreira de jogador

### Futebol Sueco
Começou a carreira no pequeno Sleipner, indo em 1946 jogar em um dos grandes clubes do país, o Norrköping. Seus 22 gols em 48 jogos - ótimo número para um meia - e dois títulos no campeonato sueco em seus dois anos no time lhe credenciaram a uma vaga na seleção da Suécia que foi às Olimpíadas de 1948 e terminou campeã.
A medalha de ouro, até hoje o único título sueco oficial no futebol, chamou a atenção da equipe italiana do Milan, que o levaria no ano seguinte juntamente com os dois colegas com quem formava a linha Gre-No-Li na Seleção: Gunnar Gren e Gunnar Nordahl (seu colega também no Norrköping).

### Milan
O Gre-No-Li faria história também no Milan: o trio marcou 118 gols em 37 partidas em sua primeira temporada completa nos rossoneri, a de 1949/50, mas o título foi perdido para a Juventus.
Os milanistas, em jejum na Serie A desde 1907, voltariam finalmente a ser campeões na temporada que se seguiu. A conquista foi mais saborosa ainda por ter vindo com um ponto de diferença sobre a rival Internazionale.

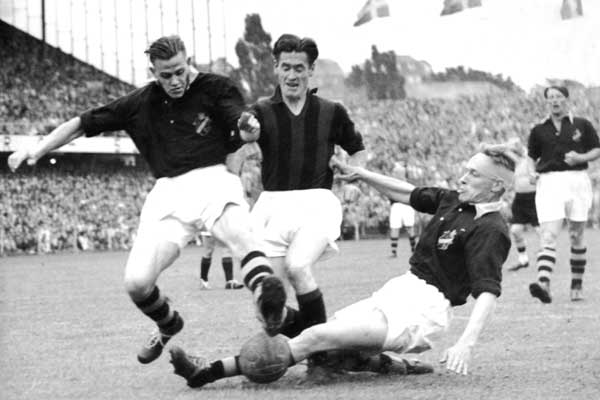
Jogando pelo Milan em sua Suécia natal, contra o AIK Estocolmo em 1950

Liedholm, que ficaria no Milan até encerrar a carreira, em 1961, à beira dos 40 anos, conquistaria outros três scudetti, em 1955, 1957 e 1959, sendo o último remanescente do Gre-No-Li no elenco: Gren saíra em 1953 e Nordahl, em 1956.
Foi também vice-campeão na Copa dos Campeões da UEFA em 1958.

### Seleção Sueca
Estreou no mesmo ano em que chegou ao Norrköpping, em 1946. Sua ida ao futebol profissional da Itália após a conquista da medalha de ouro nos Jogos de 1948 lhe custaram a vaga no elenco convocado para a Copa do Mundo de 1950: a delegação foi ao Brasil apenas com atletas amadores, como era o futebol do país, na época. A mesma política foi mantida nas Eliminatórias para a Copa do Mundo de 1954, e como na ocasião a classificação não veio, a postura foi alterada em nome de uma boa campanha da Suécia na Copa do Mundo de 1958, que seria disputada no país.

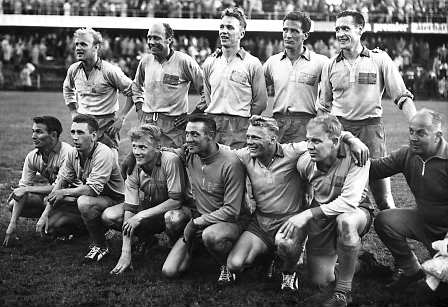
A Seleção Sueca vice-campeã da Copa de 1958. Liedholm é o último em pé, da esquerda para a direita

Graças a essa mudança, com a Seleção mesclando atletas amadores e profissionais., Liedholm iria finalmente para uma Copa, e como capitão, na edição de 1958. Já veterano, com 35 anos, marcou duas vezes: na estreia, contra o México, e na final, contra o Brasil, onde se tornou o mais velho jogador a marcar gol em uma final, feito não superado até hoje. Tendo aberto o marcador na decisão, seu gol chegou a animar os anfitriões, conscientes da superioridade técnica brasileira.
Os nórdicos, entretanto, levariam a virada e terminaram como vice-campeões, ainda seu melhor resultado em Copas. Liedholm despediu-se da Seleção após a partida. Pela Suécia, foram 10 gols em apenas 21 jogos - muito por conta da preferência pelos amadores, na época.

## Técnico
Após parar de jogar, em 1961, logo integrou a comissão técnica do Milan, assumindo como treinador do clube em 1963, com o time recém-campeão da mesma Copa dos Campeões que ele perdera como jogador em 1958. Sairia em 1966, fazendo sucesso nos pequenos Hellas Verona e Varese, onde conseguiu promoções de ambos os clubes à primeira divisão italiana.

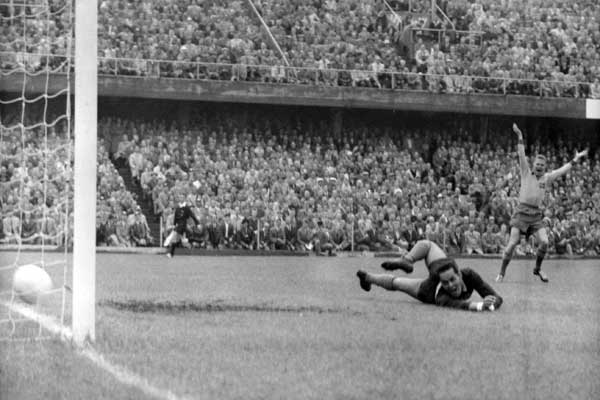
O momento em que a bola chutada por Liedholm cruza a linha de Gilmar na final de 1958

Após passar por Fiorentina e Roma nos anos 70, retornou ao Milan em 1977, conquistando como treinador dois anos depois o décimo scudetto do clube, o que permitiu o uso de estrela no distintivo do time. Sairia após a conquista para treinar novamente a Roma. Em sua segunda passagem como treinador dos gialorrossi, comandou o clube com Bruno Conti e Paulo Roberto Falcão no elenco a seu segundo título italiano, que não vinha havia 41 anos, em 1983.
O título credenciou o time da capital a disputar a Copa dos Campeões da UEFA na temporada seguinte. A equipe chegou à final, que seria disputada em casa, no Stadio Olimpico. Entretanto, a taça seria dolorosamente perdida nos pênaltis para o Liverpool. Com a perda do que seria o título mais importante do clube, Liedholm deixou a Roma na temporada seguinte, retornando ao decadente Milan, que voltava novamente à primeira divisão após sofrer dois rebaixamentos no início da década. Foi o primeiro técnico dos milanistas com o início da gestão de Silvio Berlusconi no clube, em 1986.

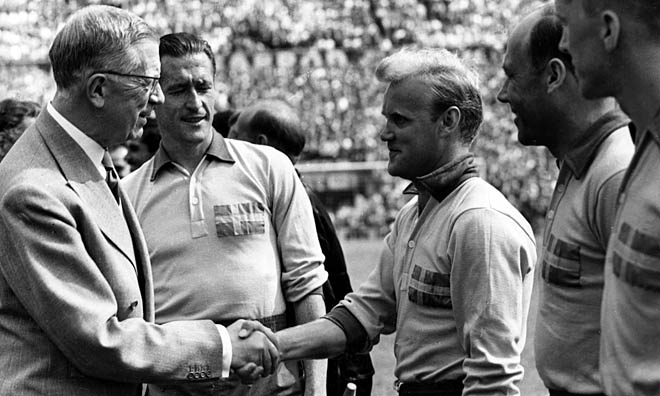
Com os colegas Lennart Skoglund, Gunnar Gren e Agne Simonsson, cumprimentando o Rei da Suécia, Gustavo Adolfo VI, durante a Copa de 1958

Desde a perda do título europeu, não teve mais o mesmo sucesso como treinador, retornando outras duas vezes à Roma e também ao Verona.

## Morte
Um dos mais respeitados estrangeiros no futebol italiano, Liedholm morreu na Itália, onde vivia, em 5 de novembro de 2007. Era o último integrante do Gre-No-Li ainda vivo: Gren falecera em 1991 e Nordahl, em 1995.

## Títulos
Norrköping
- Campeonato Sueco: 1946–47, 1947–48

Milan
- Serie A: 1950–51, 1954–55, 1956–57, 1958–59
- Copa Latina: 1951, 1956

Seleção Sueca

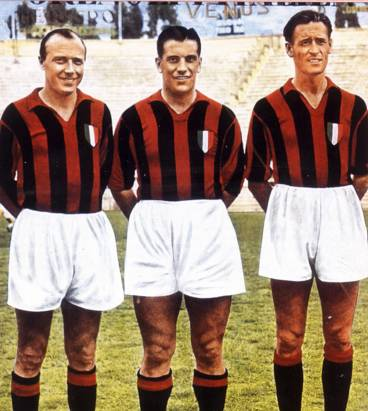
O lendário trio Gre-No-Li, em sua ordem: Gren, Nordahl e Liedholm

- Olimpíadas de 1948: Medalha de ouro

### Como treinador
Roma
- Serie A: 1982–83
- Coppa Italia: 1980–81, 1983–84

Milan
- Serie A: 1978–79

## Ligaçoes Externas
- Perfil na Sports Reference